# 올림픽 메달

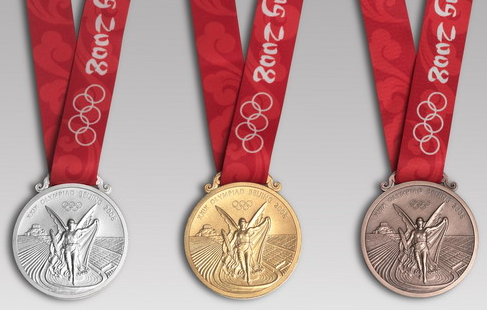
2008년 하계 올림픽 당시 수여된 메달

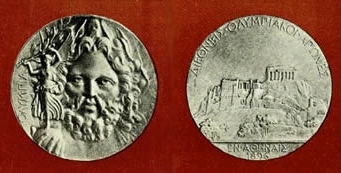
1896년 하계 올림픽에서 우승자에게 수여된 은메달

올림픽 메달(영어: Olympic medal)은 올림픽에서 우수한 성적을 거둔 참가자에게 수여된다. 금메달, 은메달, 동메달의 세 등급이 있으며 각각 1, 2, 3위에게 수여된다. 메달 수여는 올림픽 규약에 자세히 명시되어 있다.
메달 디자인은 1896년 올림픽 이후 다양하게 변화해왔으며, 특히 하계 올림픽 메달의 크기가 가장 큰 변화를 가져왔다. 1928년 하계 올림픽에서 선정된 디자인은 그리스의 뿌리를 상징하는 건물이 아닌 로마 콜로세움을 사용했다는 논란이 있었지만, 2004년 아테네 올림픽에서 새로운 디자인으로 교체될 때까지 유지되었다. 동계 올림픽 메달에는 공통된 디자인이 없었지만, 눈송이와 메달을 획득한 경기 종목이 주로 사용된다.
일반적으로 올림픽 선수들을 지원하는 것 외에도, 일부 국가에서는 메달 수상자에게 메달의 등급과 개수에 따라 일정 금액의 상금과 선물을 제공하기도 한다.

## 소개 및 초기 역사
올리브 화환은 고대 올림픽에서 우승자에게 주어지는 상이었다. 올림피아에서 자라는 야생 올리브나무의 가지를 서로 엮어 원이나 말굽 모양으로 만든 것이었다. 파우사니아스에 따르면 헤라클레스가 제우스를 기리기 위해 달리기 경기의 우승자에게 수여하는 상으로 주어졌다고 한다.
1896년 근대 올림픽이 시작되면서 올림픽에서 우수한 성적을 거둔 선수에게 메달이 수여되기 시작했다. 그러나 1896년 그리스 아테네에서 열린 제1회 올림픽에서는 금메달이 수여되지 않았다. 대신 우승자에게는 은메달과 올리브 가지를 받았고, 준우승자는 월계수 가지와 구리 또는 청동메달을 받았다.

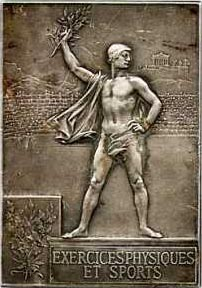
프레데리크 베르농이 디자인한 1900년 하계 올림픽 은메달

1900년 파리 올림픽은 독특하게 직사각형 모양의 메달을 사용했는데, 메달은 프레데리크 베르농이 디자인했다. 사격, 인명 구조, 자동차 경주, 체조에서 1등에게 금박 은메달이 수여되었다. 2위 은메달은 사격, 조정, 요트, 테니스, 체조, 사브르, 펜싱, 승마, 육상에서 수여되었고, 3위 동메달은 체조, 소방, 사격에서 수여되었다. 그러나 많은 종목에서 메달이 수여되지 않았다. 수여된 대부분의 상은 우승컵과 트로피였다.
모든 종목에서 1, 2, 3등에게 금, 은, 동메달을 순서대로 수여하는 관습은 미국 세인트루이스에서 열린 1904년 하계 올림픽부터 시작되었다. 국제 올림픽 위원회(IOC)는 1896년과 1900년 올림픽의 각 종목에서 상위 등수를 차지한 세 명의 선수에게 금메달, 은메달, 동메달을 소급하여 배정했다. 상위 3위 이내와 동점일 경우 모든 선수는 IOC 규정에 따라 해당 메달을 받을 수 있다. 복싱, 유도, 태권도, 레슬링 등 일부 격투 스포츠는 경기당 2개의 동메달을 수여하므로 전체적으로 다른 색보다 더 많은 동메달이 수여된다.
메달이 선수들에게 주어지는 유일한 상은 아니다. 1위부터 8위까지의 선수은 올림픽 디플로마를 받는다. 또한 주경기장에는 모든 메달 수상자의 이름이 벽에 적혀 있다. 마지막으로 모든 참가 선수는 참가 메달과 참가 증서를 받는다.

## 제작과 디자인
IOC는 메달의 물리적 특성을 지시하고 완성된 디자인에 대한 최종 결정을 내린다. 메달의 규격은 올림픽 개최국의 국가 올림픽 위원회(NOC)와 함께 개발하지만, IOC는 다음과 같은 몇 가지 정해진 규칙을 도입했다:
- 수상자: 상위 세 명의 선수가 메달을 받는다.
- 모양: 보통 원형이며, 체인이나 리본이 달렸다.
- 지름: 최소 60mm
- 두께 최소 3mm
- 재료:
  - 1위 (금메달): 최소 92.5%의 은으로 구성되어 있으며, 금 6g으로 도금되어 있으며, 2010년 금속 가치는 약 494 달러였다.[17][18] 2021년 도쿄에서 개최된 2020년 하계 올림픽 메달의 가치는 약 800달러였다.[19]
  - 2위 (은메달): 92.5 % 은.[20] 2010년 금속 가치는 약 260 달러였다.[17] 도쿄 올림픽 메달의 가치는 460 달러였다.[19]
  - 3위 (동메달): 2010년에는 구리 97 %, 주석 0.5 %, 아연 2.5 %. 2010년 금속 가치는 약 3 달러였다.[17] 도쿄 올림픽에서는 구리 95%, 아연 5%로 금속 가치가 약 5달러였다.[19]
- 종목 세부 정보: 메달이 수여된 종목이 메달에 적혀 있어야 한다.

1896년 최초의 올림픽 메달은 프랑스의 조각가 쥘 클레망 샤플랭이 디자인했으며, 앞면에는 제우스가 그리스 신화의 승리의 여신인 니케를 안고 있고 뒷면에는 아크로폴리스가 그려져 있었다. 파리 조폐국에서 제작했으며 파리에서 개최한 1900년 올림픽 메달도 여기에서 제작했다. 이를 계기로 메달 주조 책임을 개최 도시에 부여하는 전통이 시작되었다. 이후 몇 번의 올림픽에서는 개최 도시가 메달 디자인도 선택했다. 1912년까지 금메달은 순금으로 만들어졌다.

### 트리온포

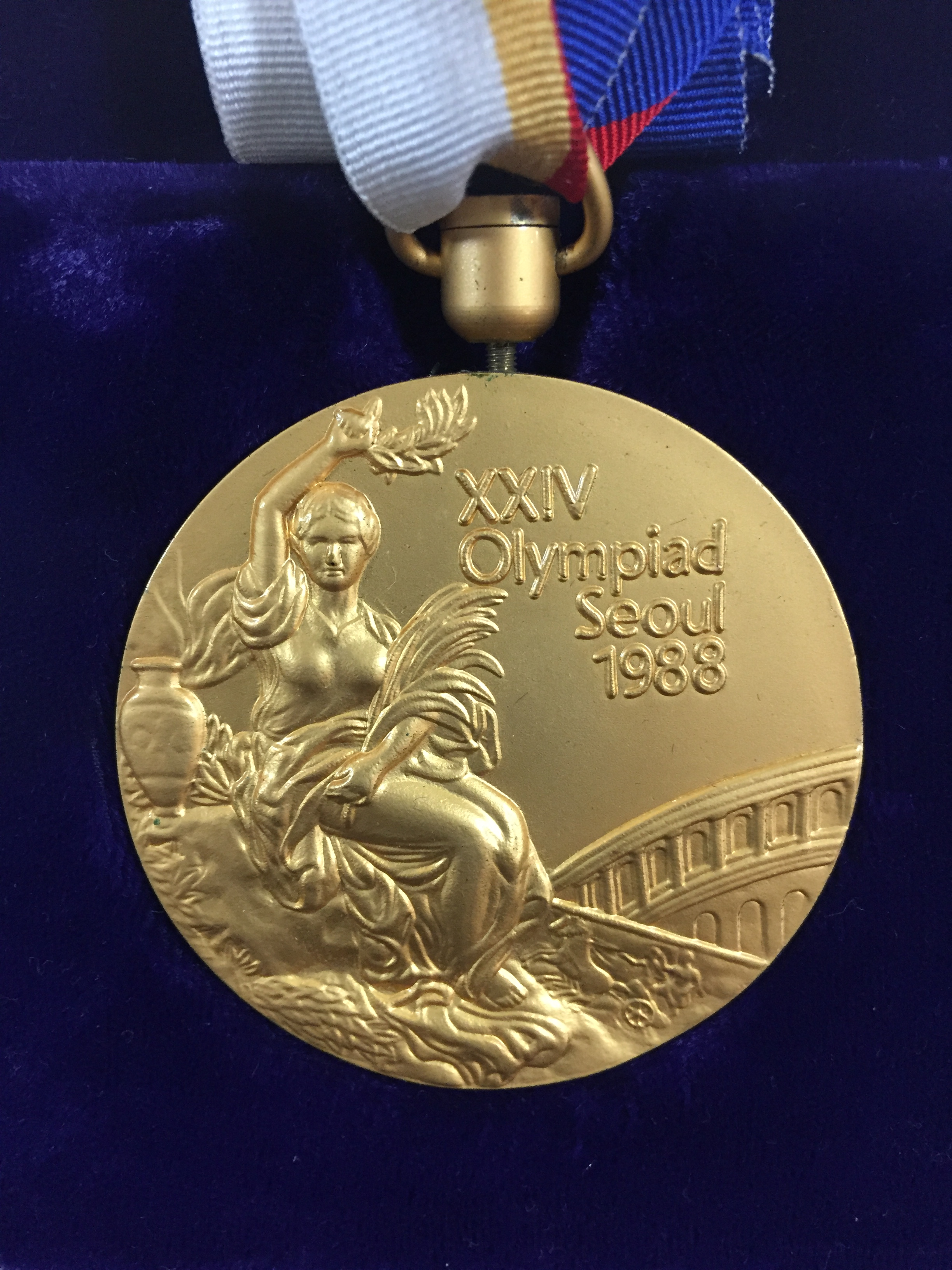
1988년 하계 올림픽 금메달. 그리스 승리의 여신인 니케를 묘사한 카시올리의 앞면 디자인이 돋보인다.

1923년 국제 올림픽 위원회(IOC)는 하계 올림픽 메달을 디자인할 조각가 공모전을 열였다. 주세페 카시올리의 트리온포 디자인이 1928년 우승작으로 선정되었다. 앞면에는 니케가 다시 등장했지만 콜로세움을 배경으로 우승자의 왕관과 손바닥을 들고 있는 모습이 주요 초점이었다. 메달의 오른쪽 상단에는 올림픽 개최지 이름과 대회 숫자를 위한 공간이 남겨졌다.
뒷면에는 승리한 선수를 떠받친 군중이 그려져 있다. 그의 우승 디자인은 암스테르담에서 열린 1928년 하계 올림픽에서 처음 선보였다. 로마에서 열린 1960년 하계 올림픽 메달은 디자인을 뒤집어 앞면에는 군중이, 뒷면에는 니케가 그려졌다. 이 디자인은 뮌헨의 1972년 하계 올림픽에서 메달 뒷면에 다른 디자인을 적용할 때까지 40년 동안 사용되었다.
카시올리의 디자인은 올림픽 개최지와 숫자가 업데이트되면서 매번 다시 만들어졌지만, 더 오랜 세월 동안 계속해서 영감을 주었다. 스페인 바르셀로나에서 열린 1992년 하계 올림픽까지 메달의 앞면은 트리온포 디자인을 그대로 유지했고, IOC는 업데이트된 버전의 제작을 허용했다. 이후 몇 번의 올림픽에서는 니케 모티프의 사용을 의무화했지만 다른 측면은 변경할 수 있도록 허용했다.

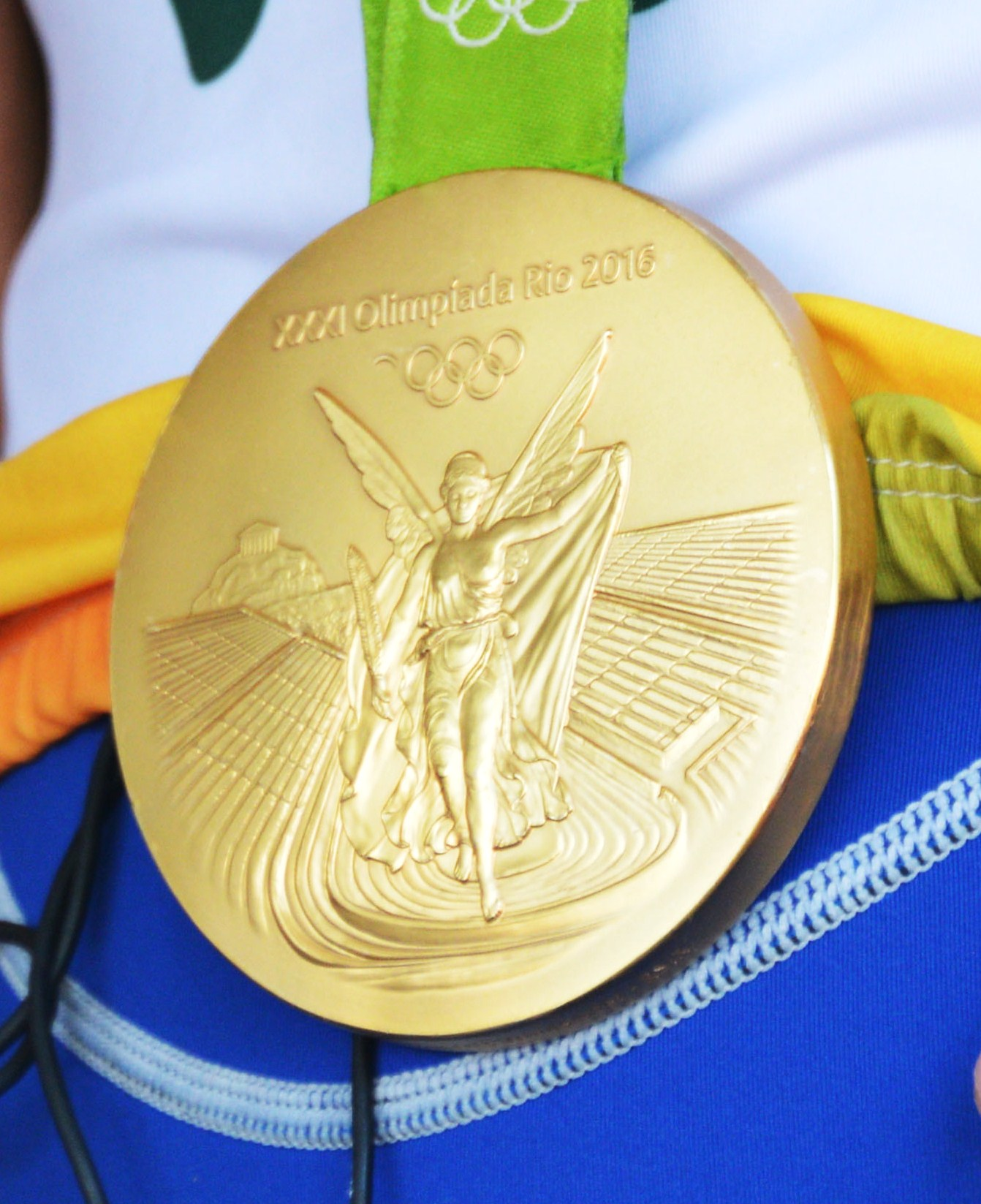
2016년 하계 올림픽 금메달. 니케와 파나티나이코 경기장 디자인이 사용되었다.

시드니에서 열린 2000년 하계 올림픽 메달 디자인에 대한 부정적인 반응으로 인해 2000년 이후에 이러한 추세는 끝났다. 2000년 메달의 디자이너(보이치에흐 피에트라니크)는 전통적인 로마 콜로세움 대신 시드니 오페라 하우스를 앞면에 넣었지만 국제 올림픽 위원회는 콜로세움을 그대로 유지하기로 결정했다. 그리스 언론은 올림픽의 발상지에 대한 무지라고 이 디자인을 비판했다. 메달 앞면의 오랜 특징은 그리스 파르테논 신전이 아닌 로마 콜로세움을 잘못 묘사하고 있다고 지적했다. 시드니 조직 위원회는 다른 버전을 완성하기에는 시간이 부족하고 비용이 너무 많이 든다는 점을 지적하면서 이 디자인을 그대로 사용하기로 결정했다. 76년이 지난 아테네의 2004년 하계 올림픽에서 파나티나이코 경기장을 묘사한 디자이너 엘레나 보치의 새로운 디자인이 소개되었다. 이 새로운 앞면 디자인은 계속 사용 중이다.

### 맞춤형 뒷면 디자인
독일 올림픽 위원회인 독일 올림픽 체육 연맹은 메달의 뒷면을 변경하기로 결정한 최초의 하계 올림픽 주최자였다. 1972년 디자인은 바우하우스 출신의 예술가 게르하르트 마르크스가 만들었으며 신화 속 쌍둥이 카스토르와 폴리데우케스가 등장한다. 이후 개최지 조직 위원회는 뒷면 디자인에 대한 자유를 얻었고, IOC가 최종 승인을 내린다.

### 동계 올림픽 메달

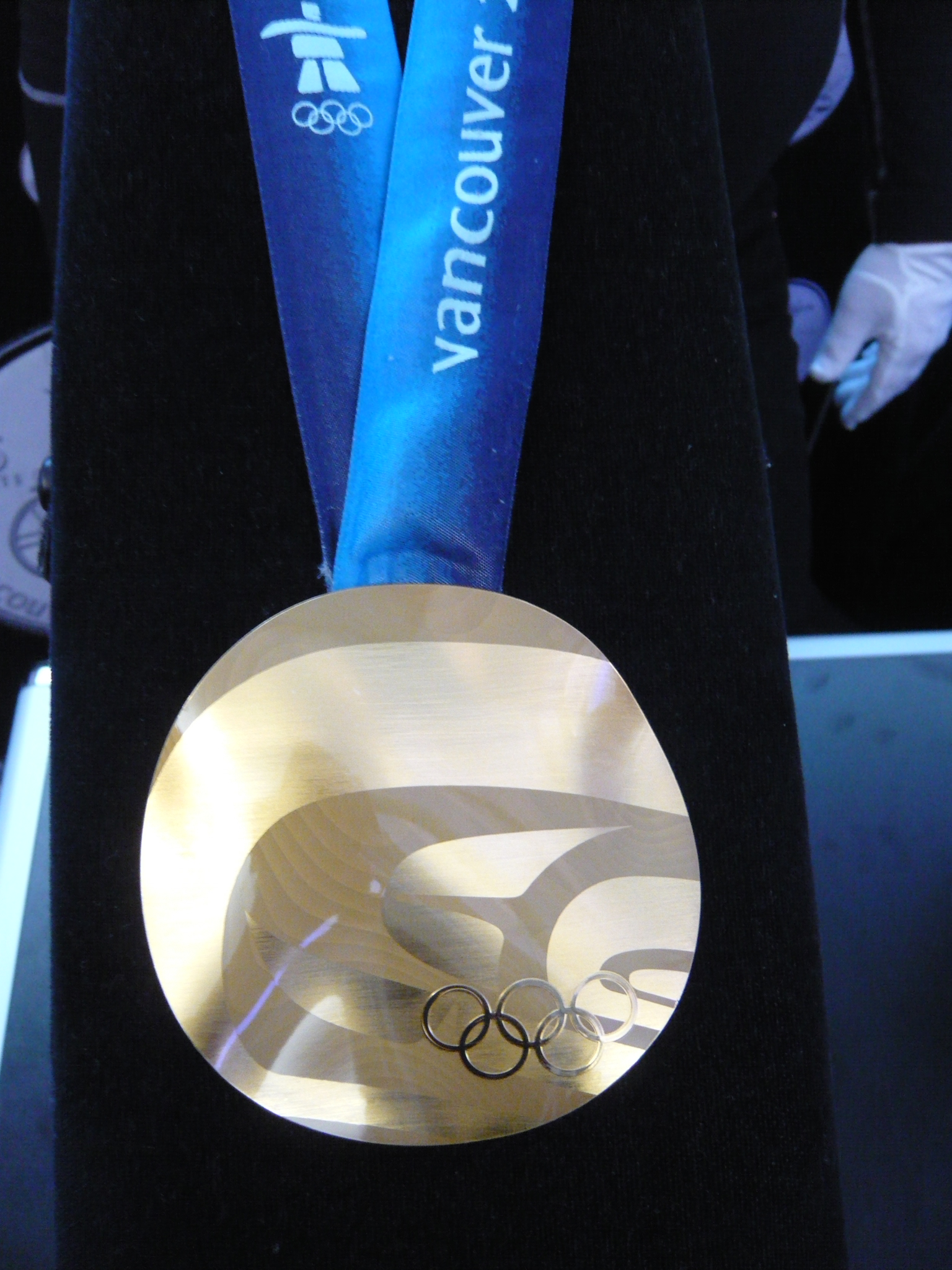
2010년 동계 올림픽 금메달

IOC는 하계 올림픽, 동계 올림픽, 하계 패럴림픽, 동계 패럴림픽을 포함한 모든 올림픽 메달의 디자인 사양을 최종 결정한다. 동계 올림픽에는 하계 올림픽과 달리 IOC가 특정 디자인을 의무화하지 않았기 때문에 더 다양한 디자인이 사용되었다. 1924년 프랑스 샤모니에서 열린 제1회 동계 올림픽 메달에는 올림픽 상징인 오륜도 그려져 있지 않았다. 니케는 1932년과 1936년 올림픽 메달에 등장했지만 그 이후로는 단 한 번도 메달 디자인에 등장하지 않았다. 단골 모티브는 눈송이이며, 월계수 잎과 왕관은 여러 디자인에 등장한다. 올림픽 표어인 Citius, Altius, Fortius(더 빨리, 더 높이, 더 힘차게)는 4개 대회 동계 올림픽 메달 등장하지만 하계 올림픽 메달에는 등장하지 않았다.
동계 올림픽 개최국에서는 메달에 유리(1992 알베르빌), 스파라그마이트(1994 릴리함메르), 옻(1998 나가노) 등 서로 다른 소재를 사용했다. 중국 베이징에서 열린 2008년 하계 올림픽에서야 하계 올림픽에서 다른 소재인 비취를 사용하기로 결정했다. 1900년 올림픽을 제외한 모든 하계 올림픽 메달은 원형이었지만, 동계 올림픽 메달의 모양은 훨씬 더 다양하다. 또한 동계 올림픽 메달의 디자인은 일반적으로 하계 올림픽 메달보다 더 크고, 더 두껍고, 더 무겁다.

## 참가 메달
근대 올림픽이 시작된 이래로 선수와 지원 스태프, 대회 관계자, 대회 기획 및 관리에 참여한 일부 자원봉사자들은 참가 기념 메달과 참가 증서를 받았다. 우승자 메달과 마찬가지로 올림픽 대회마다 바뀌며, 하계와 동계 대회에 따라 다른 메달이 수여된다.

## 메달 수여식

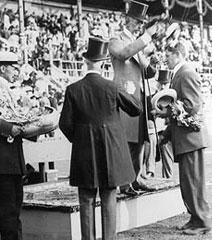
1912년 하계 올림픽에서 메달을 받는 짐 소프

메달과 시상식은 미국 로스앤젤레스에서 열린 1932년 하계 올림픽에서 현재와 같은 표준이 도입되기 전까지 매우 다양했다. 1932년 이전에는 모든 메달이 폐막식에서 수여되었으며, 초기 몇 대회에서는 선수들이 이브닝 드레스를 입고 입장했다. 시상하는 고위 인사는 한 자리에 고정되어 있었고, 선수들은 메달을 받기 위해 지나갔다. 우승 시상대는 1930년 브리티시 엠파이어 게임에서 사용된 것을 본 앙리 드 바예라투르의 개인 지시에 따라 도입되었다. 우승자는 더 높은 높이의 가운데에 있고 은메달리스트는 오른쪽에, 동메달리스트는 왼쪽에 선다. 1932년 동계 올림픽에서는 폐막식에서 메달이 수여되었으며, 각 종목의 선수들이 처음으로 시상대에 차례로 올라갔다. 1960년 하계 올림픽에서는 처음으로 주경기장의 선수들이 각 경기가 끝난 직후 메달을 받았으며 다른 경기장의 선수들은 다음날 주경기장으로 와서 메달을 받았다. 이후 올림픽에서는 각 경기장에 우승 시상대가 설치되었다.
이탈리아 로마에서 열린 1960년 하계 올림픽은 메달을 선수의 목에 걸어준 최초의 올림픽이었다. 메달은 월계수 잎 사슬에 매달려 있었지만, 지금은 리본에 매달려  있다. 아테네가 2004년 하계 올림픽을 개최했을 때 시상대에 오른 선수들도 올리브 화환 왕관을 받았다. 리우데자네이루에서 열린 2016년 하계 올림픽에서 각 메달리스트는 올림픽 로고가 새겨진 나무 조각상을 받았다.
동계 올림픽의 메달은 경기 당일 저녁 또는 경기 다음날 저녁에 별도의 시상식에서 수여되는 것이 일반적이다. 솔트레이크시티에서 열린 2002년 동계 올림픽에서 "메달 플라자"는 대중이 멀리 떨어지거나, 관객이 적거나, 고지대에서 열렸을 시상식을 보고 음악 공연 등이 포함된 저녁 프로그램을 가질 수 있는 방법으로 대중화되었다.